# 24 uur van Le Mans 1933

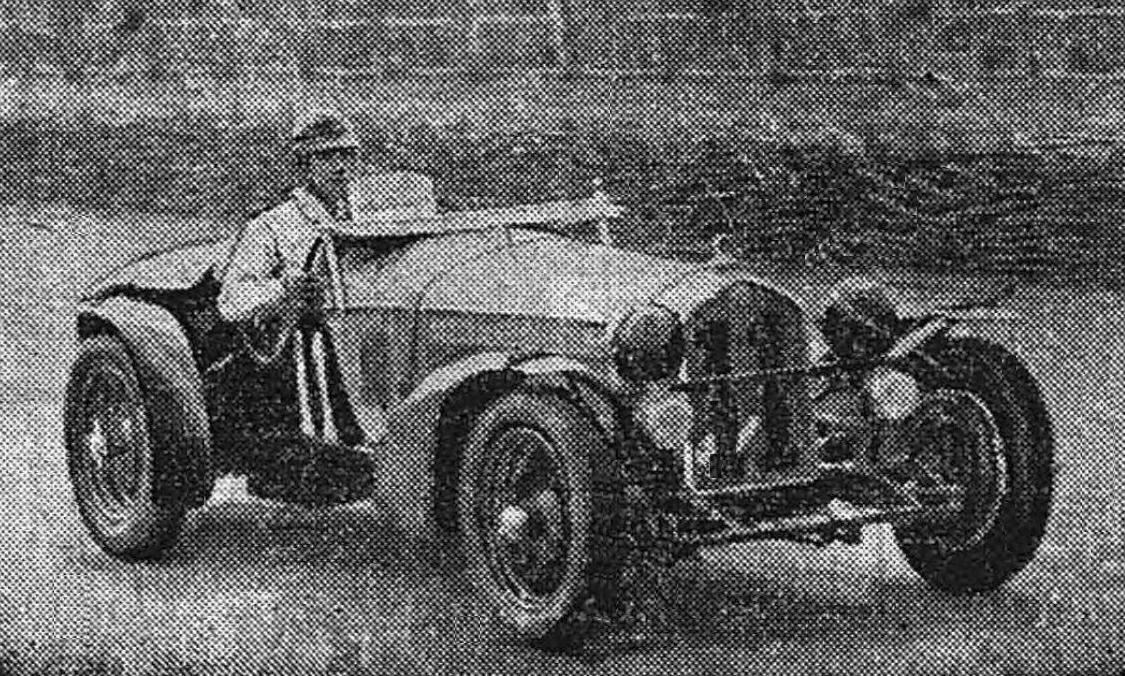
De winnende auto: de Alfa Romeo 8C-2300 MM-LM #11.

De 24 uur van Le Mans 1933 was de 11e editie van deze endurancerace. De race werd verreden op 17 en 18 juni 1933 op het Circuit de la Sarthe nabij Le Mans, Frankrijk.
De race werd gewonnen door de Raymond Sommer #11 van Raymond Sommer en Tazio Nuvolari. Sommer behaalde zijn tweede Le Mans-overwinning, terwijl het voor Nuvolari zijn enige zege was. De 1.5-klasse werd gewonnen door de Riley (Coventry Ltd) #30 van Kenneth Peacock en Alex van der Becke. De 1.0-klasse werd gewonnen door de John Ludovic Ford #41 van John Ludovic Ford en Maurice Baumer. De 3.0-klasse werd gewonnen door de André Rousseau #21 van André Rousseau en François Paco.

## Race
Winnaars in hun klasse zijn vetgedrukt. De #19 Société des Automobiles Charley werd niet geklasseerd omdat deze de door hen vooraf doorgegeven doelafstand niet had volbracht. De Pierre-Louis Dreyfus #10 werd gediskwalificeerd omdat deze geduwd werd bij de start. De #2 Nicolas von Hohenzollern-Sigmaringen werd gediskwalificeerd omdat de brandstof van deze auto te vroeg werd bijgevuld. De #36 Équipe de l'Ours werd gediskwalificeerd omdat het water van deze auto te vroeg werd bijgevuld.
| Pos. | Klasse | No. | Team                                 | Coureurs                                 | Chassis                        | Motor                              | Banden | Ronden |
| ---- | ------ | --- | ------------------------------------ | ---------------------------------------- | ------------------------------ | ---------------------------------- | ------ | ------ |
| 1    | 5.0    | 11  | Raymond Sommer                       | Raymond Sommer Tazio Nuvolari            | Alfa Romeo 8C-2300 MM-LM       | Alfa Romeo 2.3L S8 supercharged    | P      | 233    |
| 2    | 5.0    | 8   | Luigi Chinetti                       | Luigi Chinetti Philippe de Gunzburg      | Alfa Romeo 8C-2300 MM-LM       | Alfa Romeo 2.3L S8 supercharged    | D      | 233    |
| 3    | 5.0    | 12  | Arthur W. Fox                        | Brian Lewis Tim Rose-Richards            | Alfa Romeo 8C-2300 LM          | Alfa Romeo 2.3L S8 supercharged    | D      | 225    |
| 4    | 1.5    | 30  | Riley (Coventry) Ltd                 | Kenneth Peacock Alex van der Becke       | Riley Nine Brooklands          | Riley 1091cc S4                    | D      | 191    |
| 5    | 1.5    | 25  | Aston Martin Ltd.                    | Pat Driscoll Clifton Penn-Hughes         | Aston Martin 1½ Le Mans        | Aston Martin 1496cc S4             | D      | 188    |
| 6    | 1.0    | 41  | John Ludovic Ford                    | John Ludovic Ford Maurice Baumer         | MG C-type Midget               | MG 745cc S4 supercharged           | D      | 176    |
| 7    | 1.5    | 24  | Aston Martin Ltd.                    | Augustus Bertelli Sammy Davis            | Aston Martin 1½ Le Mans        | Aston Martin 1496cc S4             | D      | 174    |
| 8    | 3.0    | 21  | André Rousseau                       | André Rousseau François Paco             | Alfa Romeo 6C-1750 GS Coupé    | Alfa Romeo 1742cc S6 supercharged  | D      | 167    |
| 9    | 1.0    | 35  | SA des Automobiles Tracta            | Félix Quinault Pierre Padrault           | Tracta Type A                  | SCAP 999cc S4                      | D      | 161    |
| 10   | 1.5    | 28  | Just-Émile Vernet                    | Just-Émile Vernet Fernand Vallon         | Salmson GS Spéciale            | Salmson 1092cc S4 supercharged     | D      | 159    |
| 11   | 1.5    | 32  | Alin Fréres                          | Adrien Alin Albert Alin                  | BNC Type 527 Sport             | Ruby 1087cc S4                     | D      | 151    |
| NC   | 2.0    | 19  | Société des Automobiles Charley      | Gaston Mottet André Marandet             | SARA SP7 Spéciale              | SARA 1818cc S6                     | D      | 150    |
| 12   | 1.5    | 34  | Équipe de l'Ours                     | Jean de Gavardie Henri de Gavardie       | Amilcar CO Spéciale Martin     | Amilcar 1094cc S6                  | D      | 148    |
| 13   | 1.0    | 37  | Singer Motors                        | F. Stanley Barnes Alf Langley            | Singer Nine Sports             | Singer 972cc S4                    | D      | 140    |
| DNF  | 5.0    | 15  | Louis Chiron                         | Louis Chiron Franco Cortese              | Alfa Romeo 8C-2300 LM          | Alfa Romeo 2.3L S8 supercharged    | E      | 177    |
| DNF  | 1.0    | 38  | Norman Black                         | Gordon Hendy Harold Parker               | MG J3 Midget                   | MG 745cc S4 supercharged           | D      | 125    |
| DNF  | 3.0    | 20  | Odette Siko                          | Odette Siko Louis Charavel               | Alfa Romeo 6C-1750 SS          | Alfa Romeo 1768cc S6 supercharged  | D      | 120    |
| DNF  | 5.0+   | 3   | G. Bouriat                           | Pierre Bussienne Marie Desprez           | Bugatti Type 50S               | Bugatti 5.0L S8 supercharged       | D      | 119    |
| DNF  | 5.0    | 6   | Roger Labric                         | Roger Labric Guy Daniel                  | Lorraine-Dietrich B3-6 Le Mans | Lorraine-Dietrich 3.4L S6          | D      | 105    |
| DNF  | 1.5    | 26  | Aston Martin Ltd.                    | Mortimer Morris-Goodall Elsie Wisdom     | Aston Martin International     | Aston Martin 1496cc S4             | D      | 84     |
| DNF  | 750    | 42  | Charles Metchim                      | Charles Metchim Cecil Masters            | Austin 7 Chummy Special        | Austin 742cc S4                    | D      | 78     |
| DSQ  | 5.0    | 10  | Pierre-Louis Dreyfus                 | Guy Moll Guy Cloitre                     | Alfa Romeo 8C-2300 LM          | Alfa Romeo 2.3L S8 supercharged    | D      | 77     |
| DNF  | 1.5    | 23  | Stanisław Czaykowski                 | Stanisław Czaykowski Jean Gaupillat      | Bugatti Type 51A               | Bugatti 1493cc S8                  | D      | 52     |
| DSQ  | 5.0+   | 2   | Nicolas von Hohenzollern-Sigmaringen | Nicolaas van Roemenië Joseph Cattaneo    | Duesenberg Model SJ            | Duesenberg 6.9L S8 supercharged    | D      | 50     |
| DNF  | 1.5    | 27  | Jean Danne                           | Jean Danne Charles Duruy                 | Rally NCP                      | Salmson 1362cc S4 supercharged     | E      | 39     |
| DNF  | 5.0+   | 5   | Jean Trévoux                         | Jean Trévoux Louis Gas                   | Bentley 4½ "Blower"            | Bentley 4.4L S6 supercharged       | D      | 25     |
| DNF  | 1.5    | 31  | Jean Sébilleau                       | Jean Sébilleau Georges Delaroche         | Riley Nine Brooklands          | Riley 1091cc S4                    | D      | 20     |
| DSQ  | 1.0    | 36  | Équipe de l'Ours                     | Clément-Auguste Martin Auguste Bodoignet | Amilcar CO/4 Spéciale Martin   | Amilcar 990cc S4                   | D      | 13     |
| DNF  | 1.5    | 33  | Équipe de l'Ours                     | Lucien Buquet Bernard Clouet             | Amilcar CO/4 Spéciale Martin   | Amilcar 1074cc S4                  | D      | 13     |
| DNA  | 5.0+   | 1   | Foucret Fréres                       | Marcel Foucret Paul Foucret              | Mercedes-Benz SSK              | Mercedes-Benz 7.1L S6 supercharged | ?      | 0      |
| DNA  | 5.0+   | 4   |                                      |                                          | Bugatti Type 50S               | Bugatti 5.0L S8 supercharged       | ?      | 0      |
| DNA  | 5.0+   | -   |                                      | Ernest Friderich                         | Bugatti Type 54                | Bugatti 5.0L S8 supercharged       | ?      | 0      |
| DNA  | 3.0    | 7   | Roland Gunter                        | Roland Gunter Dudley Benjafield          | Alvis Speed 20 SA              | Alvis 2.5L S6                      | ?      | 0      |
| DNA  | 5.0    | 9   | Earl Howe                            | Earl Howe Hugh Hamilton                  | Alfa Romeo 8C-2300 LM          | Alfa Romeo 2.3L S8 supercharged    | ?      | 0      |
| DNA  | 5.0    | 14  | George Eyston                        | George Eyston                            | Alfa Romeo 8C-2300 LM          | Alfa Romeo 2.3L S8 supercharged    | ?      | 0      |
| DNA  | 5.0    | 16  | André Carré                          | André Carré Raymond Gaillard             | Bugatti Type 55                | Bugatti 2.3L S8 supercharged       | ?      | 0      |
| DNA  | 2.0    | 18  | Donald Marendaz                      | Donald Marendaz                          | Marendaz 13/70                 | Marendaz 1869cc V6                 | ?      | 0      |
| DNA  | 3.0    | 22  | Marguerite Mareuse                   | Marguerite Mareuse Jean-Pierre Wimille   | Bugatti Type 40                | Bugatti 1496cc S4 supercharged     | ?      | 0      |
| DNA  | 1.5    | -   | Richard Oats                         | Richard Oats                             | Aston Martin 1½ Le Mans        | Aston Martin 1496cc S4             | ?      | 0      |
| DNA  | 1.5    | 29  | Riley (Coventry) Ltd                 | Alex van der Becke Kenneth Peacock       | Riley Nine Brooklands          | Riley 1091cc S4                    | ?      | 0      |
| DNA  | 1.0    | 39  | Hon. Mrs J. Chetwynd                 |                                          | MG Midget C-type               | MG 746cc S4 supercharged           | ?      | 0      |
| DNA  | 1.0    | 40  | Francis Samuelson                    | Francis Samuelson Bernard Rubin          | MG Midget C-type               | MG 746cc S4 supercharged           | ?      | 0      |

1923 · 1924 · 1925 · 1926 · 1927 · 1928 · 1929 · 1930 · 1931 · 1932 · 1933 · 1934 · 1935 · 1936 · 1937 · 1938 · 1939 · 1940 - 1948 · 1949 · 1950 · 1951 · 1952 · 1953 · 1954 · 1955 (Ramp) · 1956 · 1957 · 1958 · 1959 · 1960 · 1961 · 1962 · 1963 · 1964 · 1965 · 1966 · 1967 · 1968 · 1969 · 1970 · 1971 · 1972 · 1973 · 1974 · 1975 · 1976 · 1977 · 1978 · 1979 · 1980 · 1981 · 1982 · 1983 · 1984 · 1985 · 1986 · 1987 · 1988 · 1989 · 1990 · 1991 · 1992 · 1993 · 1994 · 1995 · 1996 · 1997 · 1998 · 1999 · 2000 · 2001 · 2002 · 2003 · 2004 · 2005 · 2006 · 2007 · 2008 · 2009 · 2010 · 2011 · 2012 · 2013 · 2014 · 2015 · 2016 · 2017 · 2018 · 2019 · 2020 · 2021 · 2022 · 2023 · 2024